# Metacharis umbrata
Metacharis umbrata is een vlindersoort uit de familie van de prachtvlinders (Riodinidae), onderfamilie Riodininae.
Metacharis umbrata werd in 1929 beschreven door Stichel.